# Bruno Boni
Bruno Boni, född 13 maj 1915 i Cremona, död 30 mars 2003 i Cremona, var en italiensk roddare.
Boni blev olympisk bronsmedaljör i tvåa utan styrman vid sommarspelen 1948 i London.